# Arsèguel

Położenie gminy na mapie comarki Alt Urgell

Arsèguel – gmina w Hiszpanii,  w Katalonii, w prowincji Lleida, w comarce Alt Urgell.
Powierzchnia gminy wynosi 10,58 km². Zgodnie z danymi INE, w 2005 roku liczba ludności wynosiła 92, a gęstość zaludnienia 8,70 osoby/km². Wysokość bezwzględna gminy równa jest 950 metrów. Współrzędne geograficzne Arsèguel to 42°21'N 1°35'E.

## Liczba ludności z biegiem lat
- 1991 – 101
- 1996 – 101
- 2001 – 103
- 2004 – 89
- 2005 – 92

## Miejscowości
W skład gminy Arsèguel wchodzą dwie miejscowości, w tym miejscowość gminna o tej samej nazwie. Te miejscowości to:
- Arsèguel – liczba ludności: 59
- El Pont d'Arsèguel – 33